# Peregrino (cómic)
Peregrino (Alain Racine) es un personaje ficticio que aparece en los cómics estadounidenses publicados por Marvel Comics.

## Historial de publicación
Peregrino apareció por primera vez en Contest of Champions #1 y fue creado por Mark Gruenwald, Bill Mantlo, Steven Grant, John Romita, Jr. y Pablo Marcos.

## Nombre
La palabra "peregrino" no significa "halcón" en francés, lo que hace que el nombre "Le Peregrine" sea bastante extraño para un lector francés (la palabra existe en francés, aunque se usa para referirse al halcón peregrino o Atriplex suberecta y no a ninguna especie de ave); en las traducciones francesas de los cómics que presentan al personaje, su nombre se cambió a "Le Faucon Pèlerin", que significa "El Halcón Peregrino".Faucon-pérégrin existe en francés como un nombre alternativo para el ave, pero ahora se usa con poca frecuencia.Agregar "Le" delante de Peregrine no lo convierte en francés ya que Peregrine no es una palabra francesa. El uso correcto debería ser "El Peregrino" o "Le Pèlerin".

## Biografía ficticia
Alain Racine nació en Moulins, Francia. Es escritor de profesión, pero es un superhéroe, aventurero y mercenario que usa un traje parecido al de un halcón con alas artificiales que le dan la capacidad de volar.
Peregrino fue visto por primera vez en el Concurso de Campeones del Gran Maestro contra la Muerte por la vida del Coleccionista. El fue elegido para competir del lado del Gran Maestro, en la ilustre compañía de otros héroes como el Capitán América, el Capitán Britania, Wolverine, Daredevil, She-Hulk y la Mole. El se enfrentó a otro oponente alado, el Ángel, pero la mayor experiencia del Ángel le dio la ventaja para derrotar a Le Peregrine.
Más tarde, de vuelta en la Tierra, Peregrine se encontró con Silver Sable, quien lo invitó a convertirse en su agente independiente en Francia. El ayudó al arquero Ojo de Halcón a destruir un generador de ojiva nuclear robado por Red Skull y liberó al Hombre de Arena, otro de los agentes de Silver Sable, en el proceso.El aceptó una misión de Silver Sable International para desactivar una estación de vigilancia en el Golfo Pérsico. Maniobró a la marina estadounidense para destruir la estación e hizo estallar un petrolero de Stane International.Más tarde, Peregrine se vio obligado por los poderes psiónicos de Brain Drain a luchar contra Sasquatch, pero fue derrotado por Sasquatch.
Durante la Guerra Civil de superhéroes, Peregrine estaba protegiendo las fronteras de Francia de los superhumanos estadounidenses refugiados que huían de la Ley de Registro de Superhumanos.Asimismo, se lo ve protegiendo a Francia junto a Micromax de los ejércitos de Kang durante la Guerra de Kang.
Durante la historia de Fear Itself, Peregrine lleva a la Viuda Negra a Francia cuando fue enviada en una misión por el Capitán Steve Rogers. Cuando la Viuda Negra descubre a unos civiles tomados como rehenes por Rapido en una catedral, hace que Peregrine ayude a liberarlos mientras ella se ocupa de Rapido.
Durante la historia de Secret Empire, Peregrine aparece como miembro de los Campeones de Europa junto a Ares, el Capitán Britania, Excalibur, Guillotina y Outlaw.Con la ayuda de la Chica Ardilla y Enigma, los Campeones de Europa logran liberar a París, Francia de las fuerzas de Hydra.

## Poderes y habilidades
Peregrino es un hombre atlético con una inteligencia extraordinaria, pero no posee poderes sobrehumanos. Es un escritor talentoso y un maestro del savate (kick-boxing francés).
Peregrino lleva un traje de tejido sintético elástico que incorpora un sistema generador antigravedad que emite y controla antigravitones, lo que le permite contrarrestar la atracción gravitatoria. Lleva alas de planeador que contienen pequeñas turbinas de chorro alimentadas con hidracina y óxido nitroso que le proporcionan propulsión. El uso de todo este equipo le permite a Peregrino volar con una autonomía de aproximadamente 200 millas (320 km) antes de agotar su suministro de combustible. Lleva gafas para protegerse los ojos durante el vuelo y lleva dispositivos de detección de radar.
Mientras trabajaba como parte del Grupo Salvaje, Silver Sable International suministró a Peregrino armamento especial que incluía granadas de gas de bromuro de amonio (para inducir la inconsciencia), bolas de napalm, dardos taser, granadas de termita y un decodificador electromagnético.